# Доргали
Доргали (итал. Dorgali) — коммуна в Италии, располагается в регионе Сардиния, подчиняется административному центру Нуоро.
Население составляет 8544 человек (на 2010), плотность населения составляет 36,43 чел./км². Занимает площадь 224,83 км². Почтовый индекс — 08022. Телефонный код — 0784.
Покровительницей населённого пункта считается святая великомученица Екатерина Александрийская. Праздник ежегодно празднуется 25 ноября.

## Известные жители и уроженцы
- Габриелла Мария Сагедду (1914—1939) — католическая святая.